# Sindicat Agrícola (Alcarràs)
El Sindicat Agrícola és una obra noucentista d'Alcarràs (Segrià) inclosa a l'Inventari del Patrimoni Arquitectònic de Catalunya.

## Descripció
Edifici emplaçat en un xamfrà de planta baixa i pis, molt auster sense compartimentacions. Els únics elements d'ornamentació són el joc dels maons a nivell de la façana i els arcs de les portes i finestres de la planta baixa. La porta es troba tapada per afegits.
L'aparell és format per toves de secció quadrada a la planta baixa, maons al primer pis i ferro a la balconada.

## Història
L'edifici no fou acabat mai per problemes econòmics del propi sindicat. A la planta baixa hi havia un café i a la primera planta el ball i el cinema.
Aquest sindicat agrari catòlic de Sant Sebastià fou fundat el 1918 per l'advocat Jaume Costa Escolà (1890-1942). El Duc de Solferino lliurà per escriptura del 1919 el terreny i la casa. Funcionà precàriament fins al 1933, any en què es va dissoldre.